# Bifuka
Bifuka (jap. 美深町 Bifuka-chō) – miasto w Japonii, w prefekturze Hokkaido, w podprefekturze Kamikawa. Według danych na rok 2020 miejscowość zamieszkiwało 4 145 mieszkańców , a gęstość zaludnienia wyniosła 6,2 os./km².